# Paul Lannoy
Pour les articles homonymes, voir TLP.
Paul Lannoy (né à Tiel, le 6 mars 1972), également connu sous les noms de TLP ou Troubleman, est un rappeur, DJ et animateur radio belge.

## Biographie
Lannoy commence sa carrière dans le milieu du hip-hop, notamment au sein du collectif Kick the Bass (avec Ya Kid K). En tant que rappeur, il atteint la finale du Humo's Rock Rally, organisée par Humo, en 1992 avec la formation hip-hop brugeoise Rhyme Cut Core. Il a également rappé sur les chansons IV, Situoatie 666, Zonder totetrekkerie et Westvlamme 2 de 't Hof van Commerce.
En tant que disc jockey, il se produit à Kokopelli (2007 et 2009), à Sfinks, à Tomorrowland au Brésil et au festival de Dour. Il a également fait la première partie de la tournée d'Erykah Badu. Lannoy a aussi été l'un des DJs résidents de la boîte de nuit gantoise Culture Club et (avec Boetje Banten) du club Decandance, La Rocca étant une autre boîte de nuit bien connue où il s'est produit.
En 2011, Lannoy est cité par Flip Kowlier dans la chanson Min moaten, dans laquelle il est appelé « le porno gantois ».
Lannoy présente l'émission hip-hop Bounce avec Dors sur Studio Brussel. En 2022, TLP sort Vingers in de prieze, son premier single en tant que rappeur en flamand occidental, en collaboration avec Flip Kowlier.